# Cantone di Avignone-Sud
Il Cantone di Avignone-Sud era una divisione amministrativa dell'arrondissement di Avignone.
È stato soppresso a seguito della riforma complessiva dei cantoni del 2014, che è entrata in vigore con le elezioni dipartimentali del 2015.
Comprendeva solo parte della città di Avignone.